# Cataglyphis ruber
Cataglyphis ruber är en myrart som först beskrevs av Auguste-Henri Forel 1903.  Cataglyphis ruber ingår i släktet Cataglyphis och familjen myror. Inga underarter finns listade.